# Trofeo Franco Balestra 2011
Il Trofeo Franco Balestra 2011, trentacinquesima edizione della corsa e valida come evento dell'UCI Europe Tour 2011 categoria 1.2, si svolse il 13 marzo 2011 su un percorso totale di circa 169,8 km. Fu vinto dall'italiano Alessandro Mazzi che terminò la gara in 4h14'50", alla media di 39,979 km/h.
Partenza con 180 ciclisti, dei quali 76 portarono a termine il percorso.

## Ordine d'arrivo (Top 10)
| Pos. | Corridore             | Squadra         | Tempo    |
| ---- | --------------------- | --------------- | -------- |
| 1    | Alessandro Mazzi      | Petroli Firenze | 4h14'50" |
| 2    | Nicola Boem           | Zalf-Désirée    | a 6"     |
| 3    | Sonny Colbrelli       | Zalf-Désirée    | a 37"    |
| 4    | Massimo Graziato      | Trevigiani      | s.t.     |
| 5    | Ruslan Karimov        | Team Idea       | s.t.     |
| 6    | Aleksandr Serebrjakov | Sammarinese     | s.t.     |
| 7    | Luca Orlandi          | Palazzago       | s.t.     |
| 8    | Maurizio Gorato       | Brunero-Camel   | s.t.     |
| 9    | Samuele Galligani     | Mastromarco     | s.t.     |
| 10   | Attilio Nichele       | Marchiol        | s.t.     |